# Corona 60

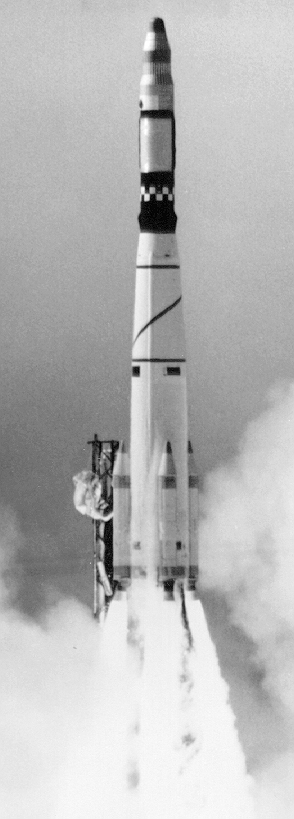
Start rakiety z satelitą Corona 60

Corona 60 – również: Discoverer 60, KH-4 9052, OPS 0583, SRV 610 – amerykański satelita rozpoznawczy. Był dziewiętnastym statkiem serii Keyhole-4 ARGON tajnego programu CORONA. Jego zadaniami było wykonanie wywiadowczych zdjęć Ziemi. Misja nie powiodła się. Start 28 lutego 1963 (21:48 GMT), z kosmodromu Vandenberg, zakończył się porażką. Rakieta Thor Agena D (SLV-2A) i satelita zostały zniszczone przez oficera bezpieczeństwa w sto sekund po starcie.
Oznaczenie w katalogach COSPAR/SATCAT: 1963-F02/F00221